# الكسندر هاربر
الكسندر هاربر (بالإنجليزية: Alexander Harper) هو محامي وقاضي وسياسي أمريكي، ولد في 5 فبراير 1786 في بلفاست في المملكة المتحدة، وتوفي في 1 ديسمبر 1860 في زانيسفيل في الولايات المتحدة. حزبياً، نشط في حزب اليمين. وقد انتخب عضو مجلس نواب أوهايو وانتخب عضو مجلس النواب الأمريكي.